# Мухах (Азербайджан)
Мухах (азерб. Muxax, цахур.  Дагъайбна-Мухах) — крупное селение в Загатальском районе Азербайджана.

## География
Мухах расположен на южных склонах Главного Кавказского хребта в Алазанской долине на расстоянии 8 километров от районного центра Загатала.

## История
Селение Мухах, по рассказам цахуров, основали их предки, пришедшие в конце XVIII века в Азербайджан из Дагестана. Что касается старой родины в современном Рутульском районе, то цахуры её называют «Баш-Мухах» («Главный Мухах»). Оба Мухаха входили в Мухахское вольное общество в составе Джаро-Белоканских вольных обществ.
По данным «Кавказского календаря» на 1852 года в селении Мухах Тифлисской губернии в 1851 году проживало 607 человек.
До коллективизации оба Мухаха составляли единый хозяйственный комплекс. Жители были объединены в колхоз имени Жданова (на 1982 год 1143 хозяйства).
Землетрясение, произошедшее в Дагестане 29 июня 1948 года, с большой силой (не менее 6-7 балов) проявилось во многих местах Азербайджана, в том числе и Мухахе, где пострадало несколько домов.
Селение серьёзно пострадало в результате землетрясения, произошедшего в мае 2012 года.

## Население
Этнический состав селения представлен большей частью цахрами, Северную часть Мухаха занимают цахуры, в южной части живут азербайджанцы. В настоящее время в Мухахе проживают 7—10 тысяч человек.

### XIX век
По сведениям, собранным на месте в 1826 году полковником М. А. Коцебу, в селении Мухахи было 800 дворов. Согласно материалам «Кавказского календаря» на 1852 год, опирающихся на доставленные местными начальниками сведения, в 1851 году число жителей селения Мухах Тифлисской губернии составляло 607 человек. По сведениям камерального описания 1869 года, в селении Мухах Алиабадского наибства Закатальского округа проживали «лезгины» (цахуры или цахуры с аварцами) и мугалы (азербайджанцы).
В народной переписи 1871 года указано, что селение находится уже в Мухахском наибстве, а в нём самом проживают 2,842 «лезгин»-мусульман, дымов насчитывается 693. По сведениям 1876 года население Мухаха составляли 3,021 «лезгин»-суннитов. Согласно материалам посемейных списков на 1886 год, в Мухахе насчитывалось 2854 человек, из которых 1897 аварцев и 957 татар (азербайджанцев) и все мусульмане-сунниты. По переписи 1897 года в селении проживало 2950 человек, из которых 2942 мусульманина по вероисповеданию.

### XX век
Согласно сведениям «Кавказского календаря» на 1904 год, опирающихся на данные статистических комитетов Кавказского края, в Мухахе было 2,854 жителей, в основном аварцев. По данным очередного «Кавказского календаря» на 1910 год в селении Мухах Закатальского уезда за 1908 год проживало 2207 человек, состоящие из цахуров и «татар» (азербайджанцев). Последующие выпуски «Кавказского календаря» указывали основным населением села только цахуров (на 1912 год — 2317 человек, затем к 1916 году численность населения увеличилась до 2402 человек).
По Азербайджанской сельскохозяйственной переписи 1921 года Мухах населяли 2,119 человек (из них 58 грамотных, в том числе 5 женщин), преимущественно цахуры, но при этом 13 человек отсутствовало (из них трое находились в Красной армии). В 1970-х годах при обследовании степени функционировании азербайджанского и русского языка в школе Мухаха, подавляющее большинство цахурских школьников назвали себя азербайджанцами.
По переписи 1970 года население села Мухах было представлено азербайджанцами — 3.978 человек (99,7%).
Социолингвистические исследования, проведённые Международным летним Институтом лингвистики в июне 1999 и августе 2001 годов среди цахурского населения северо-западного Азербайджана, показали, что Мухах является смешанным азербайджано-цахурским населённым пунктом, где большинство составляют азербайджанцы.

## Языки
Жители Мухаха разговаривают на азербайджанском и цахурском языках. Полевые исследования, проведённые 1982 году Дагестанским отрядом, показали, что многие цахуры младшего и среднего возраста считали азербайджанский своим родным языком. К цахурской речи с. Мухах примыкают говоры селений Калял и Сабунчи. Сам цахурский язык с. Мухах подвергся большому влиянию азербайджанского: в лексике, ударениях, произношении.

## Объекты
В селе имеется 1 начальная школа, 2 средние школы, детский сад, больница, мечеть, футбольный стадион, дом культуры, почта, 2 кладбища. В основном население занимается сельским хозяйством.